# Коробов, Владимир Борисович (поэт)
Владимир Борисович Коробов (24 апреля 1953, Тобольск, Тюменская область — 26 ноября 2011, Ялта) — русский поэт, эссеист и переводчик, критик, драматург.

## Биография
Родился в городе Тобольске Тюменской области. С 1955 по 1988 год жил в Крыму. Окончил в 1984 году Литературный институт имени А. М. Горького и аспирантуру при Литературном институте. В 1983—1988 годах работал научным сотрудником Дома-музея А. П. Чехова в Ялте. В 1988 году переехал в Москву. Работал научным сотрудником в ИМЛИ, журналистом, литературным редактором. С 1992 года — член союза Российских писателей и Союза писателей Москвы; с 2004 — член Правления союза Российских писателей. Член Бюро Международного Литературного фонда; член Президиума Литературного фонда России. 
Умер 26 ноября 2011 года в Ялте (Крым, Украина).

## Творчество
Первый поэтический сборник «Взморье» вышел в 1991 году. Автор книги стихов «Сад метаморфоз» (М., 2008). Автор-составитель книг: «Путешествие к Чехову» (М., 1996); «Прекрасны вы, брега Тавриды: Крым в русской поэзии» (М., 2000); «А. П. Чехов. Избранные сочинения» (М., 2003); «Лёд и Пламень: антология современной русской прозы и поэзии в двух томах» (М., 2009). Перевел «Крымские сонеты» А. Мицкевича. Автор ряда научных статей о жизни и творчестве А. П. Чехова, а также о пребывании русских поэтов 18-го — 20-го вв. в Крыму. Стихи и переводы публиковались в ведущих литературных журналах России: «Новый мир», «Дружба народов», «Континент», «Москва», «Юность», «Иностранная литература»", «Арион», «Грани», а также в еженедельниках «Литературная газета» и «Литературная Россия».
Литературный критик Инна Ростовцева в статье о творчестве В. Коробова пишет:

Своеобразие поэтической индивидуальности Коробова, на мой взгляд, сильнее всего сказывается в его архитектурно-строительной работе с пространством, где он хорошо чувствует несоразмерность объемов — большого и малого, — в тяготении которых друг к другу сквозит неосознанный трагический трепет бытия… Его стихам свойственны живописность, яркая метафоричность и элегичность интонации. По мнению критики, они способны передать "тончайшие нюансы состояния души, трагизм современной жизни.
Стихи переведены на иностранные языки.
Писал рассказы, критические эссе, пьесы. Пьеса ТА-РА-РА-БУМБИЯ (из жизни Дома-музея А. П. Чехова в Ялте) была опубликована в журнале «Город» № 11, 2005 и вызвала широкую дискуссию в прессе. Лауреат журнала «Литературная учеба» (1991), Международной Артийской премии (1996, 2000), Всероссийской премии им. Иннокентия Анненского (2011). Жил в Москве, умер и похоронен в Ялте (Крым, Украина).

## Сочинения
- Взморье: Стихи // Предисл. Н. Буханцова. — М., 1991
- Сад метаморфоз: Стихотворения//Предисл. Ю. Кублановского. — М., 2008.